# 사르다라
사르다라(Sardara)는 사르데냐어로 사르다라라고도 불리며, 이탈리아의 사르데냐 주에 있는 수드사르데냐도의 코무네 (지방 자치체)로, 칼리아리에서 북서쪽으로 약 50 킬로미터 (31 mi), 산루리에서 북서쪽으로 약 8 킬로미터 (5 mi) 떨어져 있다.
캄피다노 평원에 위치하며 마르밀라 역사 지역의 일부이다.

## 유산 지구
법률은 지역을 지배하던 성주들의 권력에 의해 시행되었는데, 이들은 정예 부대와 제노바 석궁병의 지휘를 받는 병사들과 자유 시민으로 구성된 주디칼 군대의 도움으로 인구, 성직자 및 무역 업무를 보호했다.